# Повърхностна яркост
Повърхностната яркост е астрономическа величина, която дава осветеността, създавана от обекта, на единица ъглова площ. Повърхностната яркост служи за описване на яркостта на площни обекти (галактики, мъглявини).
Когато се посочва видимата звездна величина на обекта, обикновено се дава интегралната видима звездна величина – т.е. каква би била видимата звездна величина, ако цялата осветеност, идваща от галактиката, се създава от точковиден източник (звезда).
Повърхностната яркост се дава, защото галактика, с видима звездна величина +12m,5 се наблюдава много по-трудно от звезда от +12m,5, поради светенето на нощното небе и разпределението на светлината от галактиката върху по-голяма площ.

## Изчисляване на повърхностната яркост
Повърхностната яркост се бележи с {\displaystyle \mathrm {S} } и обикновено се дава във видими звезди величини на квадратни ъглови секунди ({\displaystyle ^{mag}/_{arcsec^{2}}}). Формулата за изчисляване на средната повърхностна яркост от видимата звездна величина е:
{\displaystyle \mathrm {S} =m+2.5\log \mathrm {A} }, където {\displaystyle \mathrm {A} } е площта на обекта, в квадратни ъглови секунди, а {\displaystyle m} е видимата звездна величина.
При намаляване на разстоянието до светещия площен обект, яркостта му се увеличава, понеже се приближаваме до него, но тази яркост се разпределя на по-голяма площ, така че в крайна сметка повърхностната яркост е една и съща, независимо от разстоянието до обекта